# Baldaszek

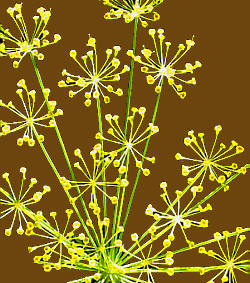
Baldaszki u kopru ogrodowego

Baldaszek (łac. umbellula, ang. umbellule) – mały baldach, najczęściej będący częścią składową kwiatostanu zwanego baldachem złożonym. W baldaszku pojedyncze kwiaty wyrastają na mniej więcej jednakowej długości szypułkach z jednego miejsca na osi pędu. Najwcześniej rozkwitają kwiaty zewnętrzne, czym bliżej środka, tym później.
Baldaszki są charakterystyczną częścią składową kwiatostanów roślin z rodziny selerowatych (dawniej zwanych baldaszkowymi). Czasami występują też jako części składowe innych kwiatostanów, np. u konwalijki dwulistnej kilkukwiatowe baldaszki wchodzą w skład grona.
Listki występujące czasami u nasady baldaszka noszą nazwę pokrywek.